# Dendron
Dendron és una població dels Estats Units a l'estat de Virgínia. Segons el cens del 2000 tenia 297 habitants.

## Demografia
Segons el cens del 2000, Dendron tenia 297 habitants, 106 habitatges, i 75 famílies. La densitat de població era de 32,1 habitants per km².
Dels 106 habitatges en un 33% hi vivien nens de menys de 18 anys, en un 47,2% hi vivien parelles casades, en un 15,1% dones solteres, i en un 29,2% no eren unitats familiars. En el 25,5% dels habitatges hi vivien persones soles el 17,9% de les quals corresponia a persones de 65 anys o més que vivien soles. El nombre mitjà de persones vivint en cada habitatge era de 2,8 i el nombre mitjà de persones que vivien en cada família era de 3,4.
Per edats la població es repartia de la següent manera: un 24,9% tenia menys de 18 anys, un 8,8% entre 18 i 24, un 22,9% entre 25 i 44, un 23,9% de 45 a 60 i un 19,5% 65 anys o més.
L'edat mediana era de 38 anys. Per cada 100 dones de 18 o més anys hi havia 78,4 homes.
La renda mediana per habitatge era de 41.667 $ i la renda mediana per família de 46.875 $. Els homes tenien una renda mediana de 35.625 $ mentre que les dones 20.000 $. La renda per capita de la població era de 15.643 $. Entorn del 3,3% de les famílies i el 3,9% de la població estaven per davall del llindar de pobresa.

## Poblacions més properes
El següent diagrama mostra les poblacions més properes.